# Illa Jemeć
Illa Mykołajowycz Jemeć, ukr. Ілля Миколайович Ємець (ur. 21 lutego 1956 w m. Workucie) – ukraiński lekarz, kardiochirurg, działacz społeczny, profesor, w latach 2010–2011 i w marcu 2020 minister zdrowia.

## Życiorys
W 1979 ukończył studia w Kijowskim Instytucie Medycznym. Specjalizował się w zakresie pediatrii i następnie kardiochirurgii dziecięcej. Uzyskał doktorat w zakresie nauk medycznych. Objął stanowisko profesorskie, do 2003 kierował katedrą w Narodowej Akademii Nauk Medycznych Ukrainy. Później został dyrektorem centrum medycznego do spraw dziecięcej kardiologii i kardiochirurgii, działającego w strukturze ministerstwa zdrowia.
Założyciel klubu Rotary w Kijowie, a także fundacji „Dytiacze serce”, działającej na rzecz dzieci z wrodzonymi wadami serca. Autor licznych prac naukowych z zakresu kardiochirurgii.
Od grudnia 2010 do maja 2011 sprawował urząd ministra zdrowia w rządzie Mykoły Azarowa. Ponownie objął to stanowisko w marcu 2020 w utworzonym wówczas gabinecie Denysa Szmyhala. Niecały miesiąc później (30 marca), w okresie pandemii COVID-19, został zdymisjonowany.
Odznaczony Orderem „Za zasługi” kasy II i I.